# Eubordeta iucunda
Eubordeta iucunda là một loài bướm đêm trong họ Geometridae.